# Exilisciurus concinnus
Exilisciurus concinnus là một loài động vật có vú trong họ Sóc, bộ Gặm nhấm. Loài này được Thomas mô tả năm 1888.